# Амброзио, Витторио
Витторио Амброзио (итал. Vittorio Ambrosio; 28 июля 1879 года, Турин — 19 ноября 1958 года, Алассио) — итальянский военный деятель, генерал армии, в 1943 году начальник Генерального штаба, один из участников смещения Бенито Муссолини и  переговоров со странами Антигитлеровской коалиции о капитуляции Италии.

## Биография

### До Второй мировой войны
Он родился в Турине 28 июля 1879 года, в 1893 году поступил в военное училище Нунциателла. Окончил военную школу в Модене и, получив звание младшего лейтенанта кавалерии, был направлен в 20-й Римский кавалерийский полк. 15 августа 1907 года он успешно окончил курс военной школы и получил звание лейтенанта. С 1 ноября 1908 года служил в Территориальной военной дивизии Алессандрии. В 1911 году назначен командиром эскадрона и отправлен в Ливию, где принял участие в Итало-турецкой войне, а затем и в Первой мировой. С февраля 1919 года назначен начальником штаба 26-й пехотной, а с марта того же года 3-й кавалерийской дивизии, с июня 1920 года командир полка «Савойя Кавалерия» в Милане. С 1926 года начальник кавалерийской школы в Пинероло.
По мере развития бронетехники в Италии был назначен с 1932 года командиром 2-й подвижной дивизии «Эммануэле Филиберто Теста ди Ферро», со следующего года инспектором подвижных войск, а с 1935 года командиром XII-го бронетанкового корпуса на Сицилии. С октября 1938 года командующий 2-й армией.

### Во Вторую мировую войну
В 1941 году 2-я армия под командованием Амброзио участвовала во вторжении в Королевство Югославия.  11 апреля 1941 года армия оккупировала Любляну. Чуть позже, армия была оставлена в стране в качестве оккупационных сил.
С 20 января 1942 года был назначен начальником штаба сухопутных сил Италии, сменив на этом посту генерала М. Роатту. С января 1943 года начальник Генерального штаба Королевства Италия.
Являлся противником военно-политического союза Италии и Третьего Рейха, а потому стал одним из инициаторов секретных переговоров со странами Антигитлеровской коалиции проходивших в июле-августе 1943 года, с целью вывести Италию из войны. Будучи на должности начальника Генштаба неоднократно пытался донести до Муссолини, что Италия не может далее вести войну. Также являлся одним из участников заговора против Муссолини и его смещения 25 июля 1943 года. В этот день под предлогом манёвров, Амброзио вывел из Рима лейб-гвардию Муссолини, таким образом столица, на время смещения и ареста Дуче, осталась под контролем верных королю Виктору Эммануилу военных. 18 ноября Амброзио был отстранён от занимаемой должности маршалом Пьетро Бадольо и назначен на почётную, хотя и малозначительную должность генерал-инспектора вооружённых сил. Формально вышел в отставку в 1945 году.
Был женат на дочери министра внутренних дел Хорватии Анте Никшича.

## Звания
- Младший лейтенант  (14.09.1898).
- Лейтенант (19.12.1901).
- Капитан (26.10.1910).
- Майор (30.04.1916).
- Подполковник (25.02.1917).
- Полковник (06.01.1918).
- Бригадный генерал (19.12.1926).
- Дивизионный генерал (07.02.1932).
- Корпусной генерал (30.11.1935).
- Назначенный генерал армии (10.12.1938).
- Генерал армии (29.10.1942).